# Sören Boström
Evert Sören Boström, född 26 oktober 1947 i Fagersta, död 31 augusti 2022 i Fagersta, var en svensk bandyspelare.
Sören Boström anses vara en av Sveriges främsta bandyspelare genom tiderna, men saknar trots detta ett SM-guld som spelare. Boström debuterade i allsvenskan för Västanfors IF år 1963 och spelade där fram till 1977. Totalt spelade han 14 säsonger för Västanfors IF, varav åtta i allsvenskan och sex i division 1. Boström var också tränare i Västanfors IF 1989–1992.
År 1977 gick han till Västerås SK med vilka han spelade SM-final 1978. Boström var spelare i VSK mellan 1977 och 1989 och dessutom biträdande tränare mellan 1988 och 1989. Han återkom till Västanfors IF och var tränare där i tre år innan han återvände till VSK som tränare år 1992. Boström har som tränare för VSK tagit sex stycken SM-guld, 1989, 1993, 1994, 1996, 1998 och 1999. Därefter tog han en paus i tränarkarriären men kom senare tillbaka i Västanfors IF.
Sören Boström hade som spelare en säker landslagsplats och spelade hela 114 landskamper varav många av dessa som lagkapten.
Sören Boström blev "Stor grabb i bandy" nr 169 och valdes i mars 2013 in i Svensk Bandy Hall of Fame.